# Marco Borradori
Marco Borradori (Sorengo, 6 giugno 1959 – Lugano, 11 agosto 2021) è stato un politico svizzero.

## Biografia
Nato a Sorengo, dopo il liceo proseguì gli studi all'Università di Zurigo e conseguì la licenza in diritto nel 1983, ottenendo il diploma di avvocato e notaio nel 1986.
Fu eletto deputato al Consiglio nazionale per la Lega dei Ticinesi dal 1991 al 1995 e dal 1992 al 1995 municipale della città di Lugano, quale responsabile del Dicastero delle Aziende municipalizzate.
Il 2 aprile 1995 venne eletto al Consiglio di Stato, dove diresse il Dipartimento del Territorio, responsabile della gestione, pianificazione e sviluppo del territorio cantonale.
Il 14 aprile 2013 è stato eletto sindaco della città di Lugano, per la Lega dei Ticinesi, con 14 212 voti contro i 12 725 di Giorgio Giudici, sindaco sin dal 1984.
La mattina del 10 agosto 2021 viene colpito da un arresto cardiaco nelle campagne di Vezia mentre corre per allenarsi in vista della maratona di New York; soccorso dopo alcuni minuti, viene ricoverato in terapia intensiva presso il Cardiocentro Ticino di Lugano, ma il quadro clinico eccessivamente compromesso, con una grave insufficienza multiorgano, lo porta alla morte l'indomani, 11 agosto. Dopo i funerali, celebrati il 17 agosto con rito laico allo stadio di Cornaredo, la salma è stata sepolta al cimitero civico.